# La Garden-party
La Garden-party est le premier épisode de la première saison de la série télévisée d'animation pour adultes The Boondocks, bien que le numéro de production, 103, suggère qu'il s'agissait du troisième épisode produit. Il a été diffusé pour la première fois le 6 novembre 2005.

## Synopsis
Lors d'une soirée mondaine dont les invités sont principalement blancs, Huey Freeman monte sur scène et fait une déclaration : « Jésus-Christ était noir, Ronald Reagan était le diable et le gouvernement ment à propos du 11 septembre ». Le chaos s'installe alors que les fêtards paniquent et s'agressent les uns les autres. Huey se réveille de ce rêve et est réprimandé par son grand-père pour avoir « fait ce rêve où il a provoqué une émeute chez les blancs ».
Les personnages principaux, Huey, 10 ans, et Riley Freeman, 8 ans, s'adaptent à la vie dans la banlieue à prédominance blanche de Woodcrest. Alors qu'il observe ses nouveaux voisins depuis le toit, Huey aperçoit un véhicule sombre qui s'approche de leur maison. Le conducteur, le millionnaire Ed Wuncler, passe pour rencontrer la famille. Wuncler, dont la banque possède toutes les maisons de Woodcrest, a un entretien amical avec le grand-père des garçons, Robert, lui posant des questions sur sa sexualité et ses opinions politiques. Ed finit par inviter Robert et sa famille à une garden-party pour célébrer le retour de son petit-fils Ed Wuncler III de la guerre en Irak.
En entendant cela, les garçons sont tout de suite réticents à assister à la fête, surtout Huey, qui ne veut pas « boire du thé avec l'ennemi ». Cependant, contrariés par les souhaits de leur grand-père, ils l'accompagnent à contrecœur.
Après un bref contretemps à l'entrée de la propriété Wuncler, au cours duquel ils rencontrent un homme noir suprématiste blanc nommé « Oncle Ruckus », les Freeman arrivent à la fête. Ils rencontrent Ed Wuncler III, un ancien soldat qui parle de sa vie en Irak et prononce sa phrase fétiche : « Qu'est-ce que vous regardez tous ? ».
Huey tente d'expliquer aux autres participants la « vérité » selon laquelle « Jésus était noir, Ronald Reagan était le diable et le gouvernement ment à propos du 11 septembre ». Ses tentatives, à son grand désarroi, ne sont accueillies que par des applaudissements et un désintérêt jovial. Huey en arrive à la conclusion que les gens ne se soucient pas beaucoup de quoi que ce soit parce qu'ils sont riches.
Pendant ce temps, Ed III montre à Riley sa chambre, où il révèle sa grande collection d'armes à feu. Ed III, tout en portant un gilet pare-balles, défie Riley de lui tirer dessus avec un fusil de chasse SPAS-12 chargé. De retour à la fête, l'oncle Ruckus, qui prétend être un homme caucasien maintenant noir à cause du "Revitiligo" (maladie de peau fictive), commence à chanter une chanson qu'il a écrite intitulée « Don't Trust Them New N***as Over There » à la famille Freeman. Depuis l'arrivée de Freeman à la fête, Ruckus a bu à plusieurs reprises dans une flasque et la tient tout en chantant et en étant peut-être ivre. De retour à l'étage, Riley tire avec le pistolet dont la force l'envoie en arrière et Ed Wuncler III par la fenêtre de son deuxième étage. Ed III, apparemment indemne, prononce à nouveau son slogan « What the f*ck y'all lookin at ?» (Qu'est-ce que vous regardez ?) après avoir récupéré.
Un Robert Freeman quelque peu nerveux va s'excuser auprès d'Ed Wuncler Sr. pour l'incident. A sa grande surprise, Ed se montre compréhensif et dit : « Dans trente ans, ce garçon [son petit-fils] sera président des États-Unis... et il sera toujours un p*tain d'idiot. » Robert et lui boivent ensuite un verre, trinquant à la vieille école.